# Café de la Régence
El Café de la Régence de París fou un dels principals centres escaquístics a l'Europa dels segles xviii i xix. Allà hi jugaren tots els mestres d'escacs de l'època, i també molts intel·lectuals i polítics tant francesos com estrangers, atès que era un punt de trobada dels principals polítics i intel·lectuals que s'estaven a Paris. Hi ha constància, per exemple, que hi anaren a vegades, Robespierre, Diderot (que en feu una descripció dins la seva obra Le Neveu de Rameau), Napoleó, o Voltaire.

## Localització i nom
El Café de la Régence, que ja no existeix actualment, era originalment a la Place du Palais-Royal, des de 1681 (amb el nom de Café de la Place du Palais-Royal). Fou a partir de 1715 que s'anomenà de la Régence. Va canviar de lloc temporalment, a la rue de Richelieu, Hôtel Dodun, a conseqüència de la gran reforma de Paris impulsada per Napoleó III el 1852, i es va establir a partir de 1854 a la Rue Saint-Honoré, on va estar obert fins al 1916, (tot i que s'havia transformat en restaurant el 1910, arran d'un canvi de propietaris). El 1916 va ésser reemplaçat per l'Oficina nacional de turisme del Marroc a París, i els jugadors d'escacs que encara hi anaven, varen canviar al Café de l'Univers.

## Esdeveniments importants

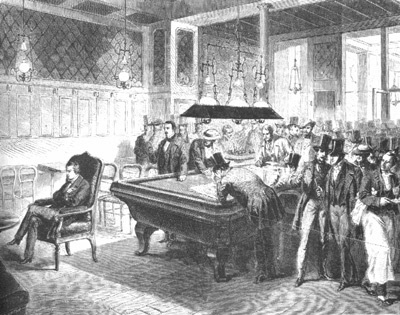
Paul Morphy en la seva exhibició d'escacs a la cega, Café de la Régence, 1848

La tardor de 1843 se celebrà en aquest cafè el duel entre els dos millors jugadors de l'època, Pierre Saint-Amant i Howard Staunton. Staunton va guanyar per 13 a 8 (11 victòries, 6 derrotes i quatre taules).
A la segona seu del cafè fou on Paul Morphy durant el seu viatge per Europa, hi va vèncer Harrwitz en un matx (5,5 a 2,5), i també on hi va fer la seva famosa exhibició de partides simultànies a la cega el 1858, i on en Karl Marx hi va conèixer en Friedrich Engels. Aquí s'hi disputà també el gran torneig de Paris 1867, (guanyat per Ignatz von Kolisch per davant de Szymon Winawer i Wilhelm Steinitz).

## Jugadors habituals
Hi eren habituals, entre altres:
- Paul Morphy
- François-André Danican Philidor (qui sovint hi anava amb en Benjamin Franklin, quan aquest era comissionat dels Estats Units a França)
- Kermur de Legal (el mestre de Philidor)
- Jules Arnous de Rivière
- Adolf Anderssen
- Samuel Rosenthal
- Lionel Kieseritzky
- Daniel Harrwitz
- Dawid Janowski